# ユーリ・バシュメット
ユーリー・アブラモヴィチ・バシュメット（ロシア語: Ю́рий Абра́мович Башме́т, ラテン文字転写: Yurii Abramovich Bashmet, 1953年1月24日 - ）は、ロシア生まれのヴィオラ奏者、指揮者。世界の主要な都市で演奏活動を行っているスタープレイヤーである。独奏楽器としては影の薄かったヴィオラの魅力を世界に広めた演奏家である。日本との関わりとしては、1983年の初来日以降、10回以上の来訪歴がある。2021年、旭日中綬章受章。

## 人物・来歴
ロストフ州ロストフ・ナ・ドヌに、鉄道技師の子として生まれる。父親はユダヤ系、母親は4分の3がユダヤ系で4分の1がロシア系である。幼少時代を、ウクライナのリヴォフで過ごす。8歳からヴァイオリンを始める。14歳のとき、ヴィオラに転向。転向した理由は、音楽学校の先輩に「ヴィオラはヴァイオリンに比べて練習時間がずっと少なくてすむから」と言われ、当時熱中していたギターを弾く時間が増やせると思ったからだという。モスクワ音楽院のヴァイオリン枠は一杯だったが、ヴィオラ枠が1名空いていたから、という説もある。
1971年、モスクワ音楽院に入学し、ボリソフスキー、ドルジーニンにヴィオラを師事する。1976年、ミュンヘン国際音楽コンクールで１位を獲得。以後、クレーメル、リヒテル、ロストロポーヴィチら著名な演奏家と共演するとともに、ヴィオラのソロ活動を行う。1983年に初来日した。1986年に室内合奏団「モスクワ・ソロイスツ」を結成し、指揮活動も行うようになる。現在では、「ユーリ・バシュメット国際ヴィオラ・コンクール」を主宰し、若いヴィオラ奏者の育成にも努めるほか、モスクワ音楽院で後進の指導にも当たっている。
2014年3月、ロシアのウクライナへの軍事介入に関するウラジーミル・プーチン大統領の立場を支持する書簡に署名した。

## 指揮活動について
近年では指揮活動も活発に行っている。モスクワ・ソロイスツを指揮するほか、ロンドン交響楽団にもしばしば客演し、イスラエル・フィルハーモニー管弦楽団などでも指揮している。2014年2月23日に開催されたソチオリンピック閉会式では、合唱団を指揮したヴァレリー・ゲルギエフとともにオーケストラを指揮した（曲目はロシア国歌）。

## レパートリー
レパートリーは、ブラームスの交響曲3番、チャイコフスキーの交響曲5・6番、ベルリオーズ「幻想交響曲」など。シュニトケ、カンチェリ、グバイドゥーリナなど多くの現代音楽の初演を行っているほか、他の楽器からの編曲作品もよく演奏している。演奏会ではしばしばヴァイオリンも演奏する。ただし、ヴィオラ奏者の主要なレパートリーであるヒンデミットはほとんど演奏していない。

## 使用楽器
使用楽器は、1758年製パウロ・アントニオ・テストーレ（胴長410mm）。モーツァルトが使っていたヴィオラと同タイプだという。

## 著書
- 『夢の駅』（小賀明子訳、アルファベータ社刊、ISBN 4-87198-708-6）